# Пікавей (округ, Огайо)
Шаблон:StateAbbr_ 39°38′ пн. ш. 83°02′ зх. д. / 39.64° пн. ш. 83.03° зх. д.
Округ  Пікавей (англ. Pickaway County) — округ (графство) у штаті  Огайо, США. Ідентифікатор округу 39129.

## Історія
Округ утворений 1810 року.

## Демографія
За даними перепису 
2000 року 
загальне населення округу становило 52727 осіб, зокрема міського населення було 28794, а сільського — 23933.
Серед мешканців округу чоловіків було 28998, а жінок — 23729. В окрузі було 17599 домогосподарств, 13287 родин, які мешкали в 18596 будинках.
Середній розмір родини становив 3,02.
Віковий розподіл населення поданий у таблиці:
| Стать    | До 15 років | 15-21 | 22-29 | 30-39 | 40-49 | 50-65 | 65-85 | Понад 85 |
| -------- | ----------- | ----- | ----- | ----- | ----- | ----- | ----- | -------- |
| Чоловіки | 5454        | 3066  | 3563  | 5284  | 4858  | 4294  | 2302  | 177      |
| Жінки    | 4974        | 2028  | 2151  | 3561  | 3662  | 4126  | 2835  | 392      |

## Суміжні округи
- Франклін — північ
- Феєрфілд — схід
- Гокінг — південний схід
- Росс — південь
- Файєтт — південний захід
- Медісон — північний захід

## Виноски
1. ↑  US Decennial Census. US Census Bureau. Архів оригіналу за 12 травня 2015. Процитовано 10 лютого 2015.
2. ↑  Historical Census Browser. University of Virginia Library. Архів оригіналу за 12 грудня 2009. Процитовано 10 лютого 2015.
3. ↑  Forstall, Richard L., ред. (27 березня 1995). Population of Counties by Decennial Census: 1900 to 1990. US Census Bureau. Архів оригіналу за 14 лютого 2015. Процитовано 10 лютого 2015.
4. ↑  Census 2000 PHC-T-4. Ranking Tables for Counties: 1990 and 2000 (PDF). US Census Bureau. 2 квітня 2001. Архів оригіналу (PDF) за 18 грудня 2014. Процитовано 10 лютого 2015.
5. ↑  State & County QuickFacts. United States Census Bureau. Архів оригіналу за 6 червня 2011. Процитовано 10 лютого 2015.(англ.) Наведено за англійською вікіпедією.
6. ↑  American FactFinder. Бюро перепису населення США. Архів оригіналу за 26 лютого 2012. Процитовано 31 січня 2008.

| США | Це незавершена стаття з географії США. Ви можете допомогти проєкту, виправивши або дописавши її. |